# Echinorhynchus hominis
Echinorhynchus hominis är en hakmaskart som beskrevs av Leuckart 1876. Echinorhynchus hominis ingår i släktet Echinorhynchus och familjen Oligacanthorhynchidae. Inga underarter finns listade i Catalogue of Life.